# 林辰夫
林辰夫（1924年—2006年11月26日），山东烟台人，中华人民共和国电视活动家，一级编剧，中国电视艺术家协会原副主席。主持创办了中国第一份电视艺术刊物《大众电视》及电视剧“金鹰奖”评选。